# 愛宕神社 (白井市)
愛宕神社 （あたごじんじゃ）は、千葉県白井市野口にある神社である。旧社格は村社。

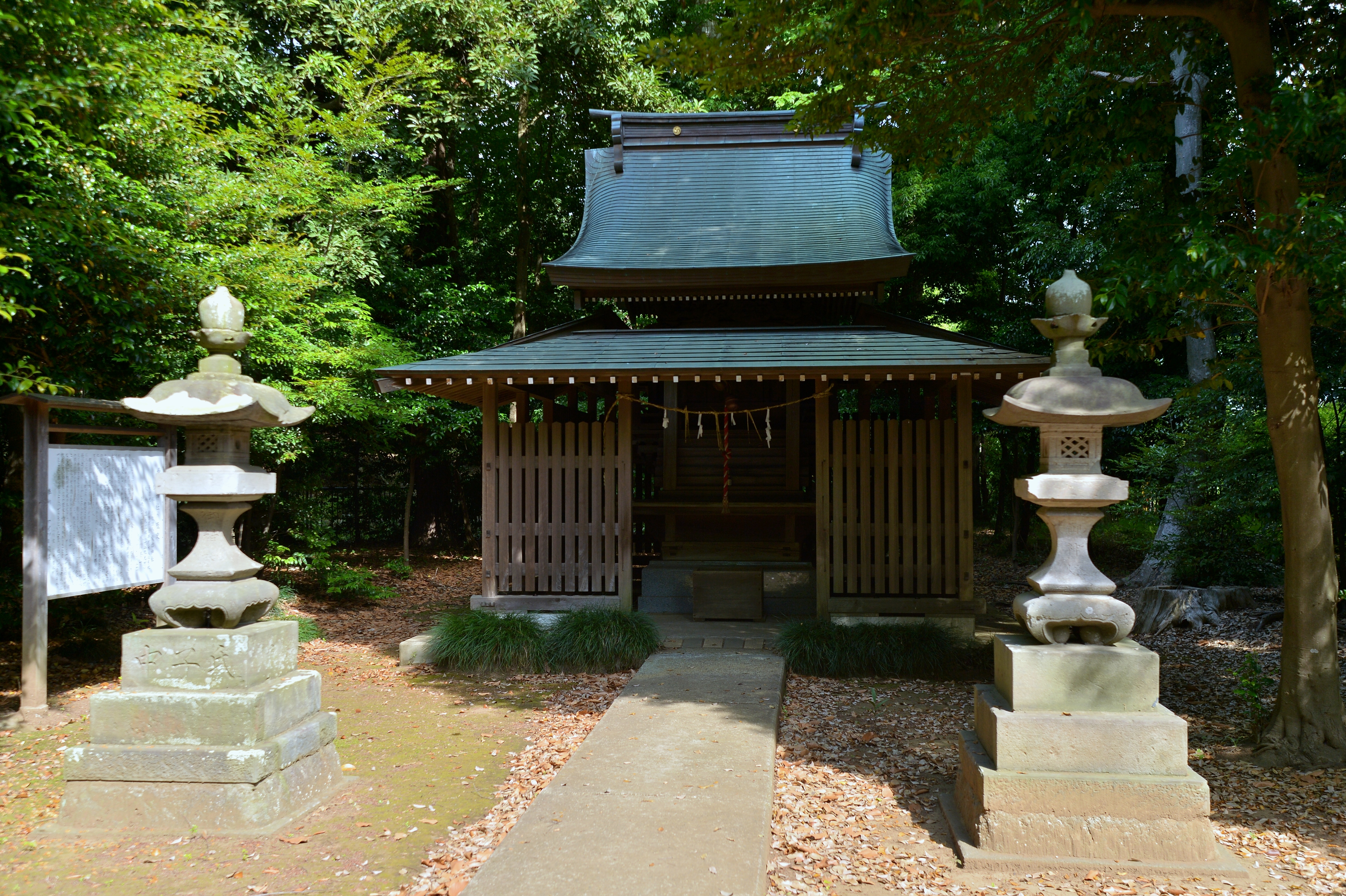
愛宕神社の拝殿

## 祭神
- 火産霊神

## 由緒
社伝によれば、創建は慶長元年（1596年）であり、境内に文久3年（1863年）の手水鉢がある。かつては「産土様」「おぼすなさま」と呼ばれていたが、個人の氏神様が村の鎮守様になり、近年は「愛宕神社」と呼ばれるようになった。

## 交通
- 北総鉄道白井駅